# حماية على مستوى مشهد بصري

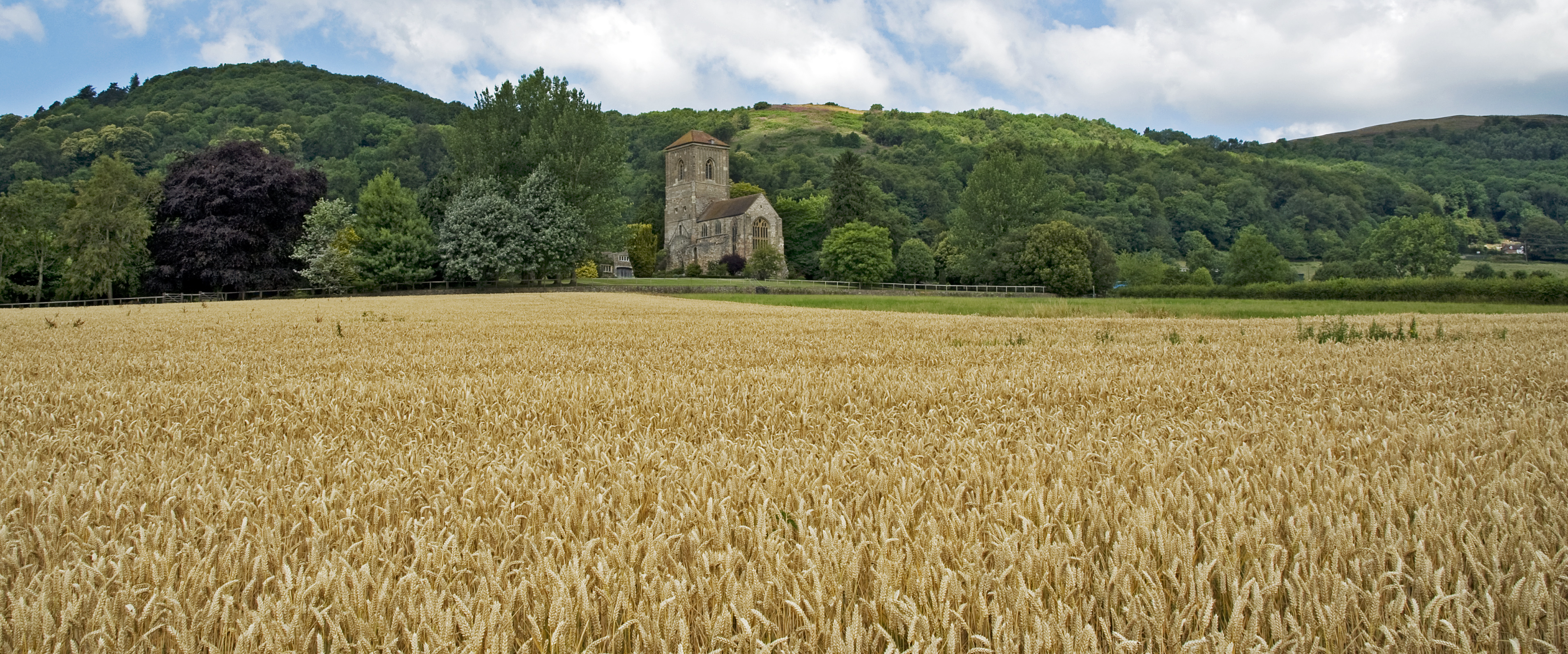

الحماية على مستوى المشهد البصري هي مقاربة كلانية لإدارة المشهد البصري، تهدف إلى التوفيق بين الأهداف المتضاربة للحفاظ على الطبيعة والأنشطة الاقتصادية على مدى مشهد معين. قد تجري محاولة الحفاظ على مستوى المشهد في بعض الأحيان بسبب تغير المناخ، كما يمكن أن ينظر إليها كبديل للحفظ القائم على الموقع.
ترتبط العديد من المشكلات العالمية مثل الفقر والأمن الغذائي وتغير المناخ وندرة المياه واقتلاع الغابات وفقدان التنوع البيولوجي بعضها ببعض. على سبيل المثال، يمكن أن يؤدي انتشال الناس من الفقر إلى زيادة الاستهلاك ودفع تغير المناخ. يمكن أن يؤدي التوسع في الزراعة إلى تفاقم ندرة المياه وزيادة فقدان مواطن العديد من الكائنات. يجادل مؤيدو إدارة المشاهد البصرية بأنه، وبسبب ترابط هذه المشكلات، فهناك حاجة إلى مقاربات منسقة لمعالجتها، من خلال التركيز على كيفية جني الفوائد من المشاهد البصرية. على سبيل المثال، يمكن لحوض النهر توفير المياه للمدن وللزراعة والأخشاب والمحاصيل الغذائية للناس والصناعة، إضافة إلى مواطن للتنوع البيولوجي؛ سيكون لكل واحد من هؤلاء المستخدمين تأثيرًا أو تأثيرات على الآخرين.
تم الاعتراف بالمشاهد البصرية بصفة عامة كوحدات مهمة للحفظ من قبل الهيئات الحكومية الدولية والمبادرات الحكومية ومعاهد البحوث.
تشمل مشاكل هذا النهج صعوبات في رصد وانتشار التعاريف والمصطلحات المتعلقة بها.

## التعريفات
هناك بعض المصطلحات والتعاريف المتداخلة، لكن العديد من المصطلحات تمتلك معانٍ متشابهة. المشاهد البصرية المستدامة، على سبيل المثال، تلبي «احتياجات الحاضر دون المساس بقدرة الأجيال المقبلة على تلبية احتياجاتهم الخاصة.»
وبالإمكان رؤية الوصول حماية المشاهد البصرية على أنه «إطار عمل مفاهيمي يهدف من خلاله أصحاب المصالح في المشهد إلى التوفيق بين الأهداف الاجتماعية والاقتصادية والبيئية المتنافسة». بدلاً من التركيز على استخدام واحد للأرض، تهدف هذه المقاربة إلى ضمان تلبية مصالح مختلف أصحاب المصالح.
يجب أن تكون نقطة الانطلاق لجميع مخططات المحافظة على المشاهد البصرية فهمًا لطبيعة تلك المشاهد. تتجاوز شخصية المشهد البصري الجماليةَ لتشمل فهم كيف تدعم وظائفه المجتمعات والتراث الثقافي والتنمية والاقتصاد والحياة البرية والموارد الطبيعية في المنطقة. تتطلب شخصية المشهد البصري تقييمًا دقيقًا وفقًا للمنهجيات المقبولة. سيساهم تقييم شخصية المشهد البصري في تحديد المدى المناسب لأي مشهد بصري. لا يعني «مدى المشاهد البصرية» مجرد التصرف على نطاق أوسع، بل يعني أن إجراءات الحماية يجب أن تتخذ بالمقياس الصحيح على أن تأخذ بعين الاعتبار العناصر البشرية لتلك المشاهد في كل من الماضي والحاضر.

## تاريخ
بدأ مجتمع الحماية أو المحافظة يبدي اهتمامًا بعلم بيئة المشاهد البصرية بعد ظهوره في الثمانينيات.
بدأت الجهود المبذولة لتطوير مفاهيم إدارة المشاهد البصرية التي تدمج التنمية الاجتماعية والاقتصادية الدولية مع الحفاظ على التنوع البيولوجي في عام 1992.
تتواجد إدارة المشاهد الطبيعية اليوم بعدة أشكال إلى جانب مفاهيم أخرى مثل إدارة موارد المياه، بيئة المشاهد البصرية والمشاهد الثقافية.

## الصعيد الدولي
ذكر برنامج الأمم المتحدة للبيئة في عام 2015، أن مقاربة المشاهد البصرية تجسد إدارة النظام البيئي. يستخدم برنامج الأمم المتحدة للبيئة النهج المتبع في مشروع إدارة النظم البيئية للمشاهد البصرية المنتجة. تنظر اللجنة العلمية لمؤتمر التنوع البيولوجي أيضًا في منظور المشاهد البصرية على أنها أهم مقياس لتحسين الاستخدام المستدام للتنوع البيولوجي. هناك منتديات عالمية للمناظر الطبيعية. خلال برنامج استراتيجيات سبل العيش والمشاهد البصرية، طبّق الاتحاد الدولي للحفاظ على الطبيعة هذه المقاربة على مواقع في جميع أنحاء العالم، في 27 مشهدًا بصريًا في 23 دولة مختلفة.
يمكن أن تكون أمثلة مقاربات المشاهد البصرية عالمية أو قارية، على سبيل المثال في إفريقيا، وأوقيانوسيا وأمريكا اللاتينية. يلعب الصندوق الزراعي الأوروبي للتنمية الريفية دورًا مهمًا في تمويل الحفاظ على المشاهد البصرية في أوروبا.

## إقليميًا

### ألمانيا
بما أن نسبة كبيرة من التنوع البيولوجي في ألمانيا استطاعت الدخول من الجنوب والشرق بعد أن غيرت الأنشطة البشرية المشهد، فإن الحفاظ على هذه المشاهد البصرية الاصطناعية أصبح جزءًا لا يتجزأ من الحفاظ على الطبيعة.

### هولندا
تعتبر دائرة الغابات الحكومية الهولندية أن إدارة المشاهد البصرية جزء مهم من إدارة الأراضي. تُجرى البحوث اليوم في هولندا من اجل تطوير إدارة مستدامة للمشاهد البصرية.

### البيرو
مثال على حركة المنتجين التي تدير مشهدًا بصريًا متعدد الوظائف هي منتزه بوتاتو في بيساك، البيرو، حيث تحمي المجتمعات المحلية التنوع البيئي والثقافي للمشاهد البصرية التي تبلغ مساحتها 12000 هكتار.

### السويد
في السويد، تقع مسؤولية الحفاظ على المشاهد البصرية على مجلس التراث الوطني السويدي. يمكن دراسة الحفاظ على المشاهد البصرية في قسم الحماية الثقافية بجامعة غوتنبرغ، باللغتين السويدية والإنجليزية.

### المملكة المتحدة
من بين الأسس الرائدة في الحفاظ على نطاق المشاهد البصرية في المملكة المتحدة هي «مناطق ذات جمال طبيعي أخّاذ. هناك 49 منطقة ذات جمال طبيعي أخاذ في المملكة المتحدة. لقد دافعوا عن «مقاربة المشاهد البصرية المحمية» التي تعد معيارًا لجميع المناطق المحمية من الفئة 5 في التسلسل الهرمي الدولي للمناطق المحمية كما حدده الاتحاد الدولي لحفظ الطبيعة.
تحافظ خطة عمل التنوع البيولوجي في المملكة المتحدة على المراعي شبه الطبيعية، من بين المَواطن الأخرى، والتي تشكل مشهدا بصريا يحافظ عليها الرعي منخفض الكثافة. تكافئ مخططات البيئة الزراعية المزارعين ومديري الأراضي مالياً للحفاظ على هذه المواطن على الأراضي الزراعية المسجلة. كل من البلدان الأربعة المُشكّلة للمملكة المتحدة لديها مخططات فردية خاصة بها.

## تنويعاتها

### الزراعة البيئية
في مقالة نشرت عام 2001، ووسعت فيما بعد لتصبح كتابًا، قدم كل من شير وماكنيلي مصطلح «الزراعة البيئية» لوصف رؤيتهما للتنمية الريفية مع تطوير البيئة، وادعيا أن الزراعة هي المؤثر المهيمن على الأنواع البرية ومساكن الحيوانات، وأشارا إلى عدد من التحديثات المؤخرة والممكنة في المستقبل عرفاها كأمثلة مفيدة لاستخدام الأراضي. شكلا منظمة إيكوأغريكلتشر بّارتنرز (شركاء الزراعة البيئية) غير الربحية في عام 2004 لترويج هذه الرؤية، مع شير رئيسًا للشركة ورئيسًا تنفيذيًا لها، وماكنيلي عضوًا مستقلًا في المجلس الإداري. حرر شير وماكنيلي كتابًا ثانيًا في 2007. كان للزراعة البيئية ثلاثة عناصر في 2003.

### الإدارة التكاملية للمناظر الطبيعية
قدمت شير مصطلحًا جديدًا في عام 2012، وهو الإدارة التكاملية للمناظر الطبيعية، لتصف أفكارها لتنمية مناطق بأكملها، لا على مستوى مزرعة أو حقل واحد فقط. الإدارة التكاملية للمناظر الطبيعية طريقة لإدارة المناظر الطبيعية المستدامة عن طريق جمع العديد من أصحاب المصالح بأهداف مختلفة لاستخدام الأراضي. تهدف الطريقة التكاملية لتجاوز الطرق الأخرى التي تركز على مستخدمي الأراضي بشكل مستقل عن بعضهم البعض، رغم حاجتهم لبعض الموارد. تروج لهذه الطريقة المنظمات غير الحكومية الهادفة للحماية والحفاظ على البيئة كالصندوق العالمي للطبيعة، برنامج غلوبال كانوبّي (المظلة العالمية)، ذا نيتشر كونسيرفّنسي (الحفاظ على الطبيعة)، مبادرة التجارة المستدامة، وإيكوأغريكلتشر بّارتنرز. يدعي المناصرون بأن الإدارة التكاملية للمناظر الطبيعية ستزيد التعاون لحده الأعلى في التخطيط وتطوير السياسات والأفعال المتعلقة بأهداف التنمية المستدامة ذات الصلة. وعرفت في عام 2013 بالعناصر الأربعة التالية:
1. النطاق الواسع: تخطط استخدامات الأراضي على مستوى المنظر الطبيعي. لا يمكن فهم ديناميكية مجتمعات الحياة البرية ووظائف أحواض المياه سوى على مستوى المناظر الطبيعية. بافتراض إمكانية المبادلات قصيرة الأمد أن تؤدي إلى علاقات تضافر إيجابي طويلة الأمد، ينصح بإجراء دراسات على فترات زمنية طويلة.
2. التأكيد على علاقات التضافر الإيجابي: تحاول استغلال «التضافر» بين كل من الحماية، والإنتاج الزراعي، ومعيشة الحياة الريفية.
3. التأكيد على التعاون: لا يمكن تحقيقها من قبل الأفراد. تتطلب إدارة المناظر الطبيعية مديري أراضٍ مختلفين بأهداف بيئية واجتماعية-اقتصادية مختلفة لتحقيق أهداف الحماية والإنتاج والمعيشة على مستوى المناظر الطبيعية.
4. أهمية كل من الحماية والإنتاج الزراعي: جلب الحماية إلى مساق تنمية الزراعة والأرياف بالتأكيد على أهمية خدمات الأنظمة البيئية في دعم الإنتاج الزراعي. تدعم مناصري حماية البيئة لحماية الطبيعة بشكل أكثر فعالية ضمن المناطق المحمية وخارجها عن طريق العمل مع المجتمع الزراعي بتطوير سبل عيش تحقق الحماية لمستخدمي الأراضي الريفية.

بحلول عام 2015، كان للإدارة خمسة عناصر، وهي:
1. يجتمع أصحاب المصالح للحوار التعاوني والأفعال التعاونية
2. يتبادلون المعلومات بشكل ممنهج ويناقشون وجهات النظر لتحقيق فهم مشترك لظروف المنظر الطبيعي، والتحديات والفرص الخاصة به
3. التخطيط التعاوني لتطوير خطة عمل متفق عليها
4. تطبيق الخطة
5. الرقابة والحوار لتكييف الإدارة.[42]

### طريقة النظام البيئي
طريقة النظام البيئي، والتي دعا لها مؤتمر التنوع الحيوي، هي إستراتيجية إدارة تكاملية لأنظمة البيئة لموارد اليابسة والمياه والموارد الحية لتحقيق الحماية والاستدامة.

### المبادئ العشرة
تتضمن هذه الطريقة التعلم المستمر والإدارة التكيفية، وتشمل الرقابة، وتوقع حدوث الأفعال على مستويات مختلفة وأن المناظر الطبيعية متعددة الوظائف (مثلًا، توفير كل من السلع -كالحطب والغذاء- والخدمات -كحماية الماء والتنوع الحيوي). هناك العديد من أصحاب المصالح، وتفترض الطريقة أن خوفهم على المناظر الطبيعية متساوٍ، ويفاوضون على التغيير فيما بينهم، وحقوقهم ومسؤولياتهم واضحة أو ستصبح واضحة.

## الانتقادات
حددت المراجعة خمسة حواجز رئيسية، نجدها على النحو التالي:
1. خلط المصطلحات: يخلق وجود مجموعة كبيرة متنوعة من التعاريف والمصطلحات ارتباكًا ولا يؤدي لمقاومة الانخراط في العمل. ظهرت هذه المقاومة، في كثير من الأحيان بشكل مستقل، من مجالات مختلفة. كما ذكر شيير: «يتحدث الناس عن نفس الشيء ... وهذا يمكن أن يؤدي إلى تجزئة المعرفة وإعادة ابتكار غير ضروري للأفكار والممارسات، وعدم القدرة على تحريك العمل على نطاق واسع. هذا التنوع الغني غالبًا ما يكون بكل بساطة ساحقًا: يتلقون رسائل مربكة». هذه المشكلة ليست فريدة من نوعها بالنسبة لمقاربات المشاهد البصرية: فمنذ سبعينيات القرن العشرين، أصبح من المسلمات أن ظهور مصطلحات جديدة قد يكون ضارًا إذا كانت تروج للكلام على حساب الفعل. بما أن مقاربات المشاهد البصرية تتطور من مجموعة واسعة من القطاعات وتهدف لدمجها، فإنها تجعلها عرضة لتداخل التعريفات والمفاهيم المتوازية.[45]
2. الفترات الزمنية: يستثمر الكثير من الوقت والموارد في التطوير والتخطيط، إلا أن الموارد غير كافية للتنفيذ.[46]
3. الصوامع التشغيلية: يسعى كل قطاع إلى تحقيق أهدافه دون إبداء أي اهتمام بأهداف الآخرين. قد ينشأ هذا بسبب الافتقار إلى الأهداف الموضوعة ومعايير التشغيل والتمويل التي تربط بين القطاعات المختلفة بشكل فعال. يتطلب العمل عبر القطاعات على مستوى المشاهد البصرية مجموعة من المهارات، تختلف عن تلك المستخدمة تقليديا من قبل منظمات الحماية.[46]
4. المشاركة: قد لا يرغب أصحاب المصالح بالانخراط في هذه العملية، أو قد تكون المشاركة متعذرة وغير ممكنة كما يمكن للمناقشات أن تعيق اتخاذ القرارات الفعالة.[9]
5. المراقبة: هناك نقص في المراقبة للتأكد مما إذا كانت الأهداف قد تحققت.